# Логопром, холдинговая компания
Логопром — российский производственно-логистический холдинг, работающий в нескольких регионах. Основатель — Андрей Иванов.
Сейчас Логопром в основном фокусируется на продажах высококачественного речного и карьерного песка и оказании логистических услуг.

## История

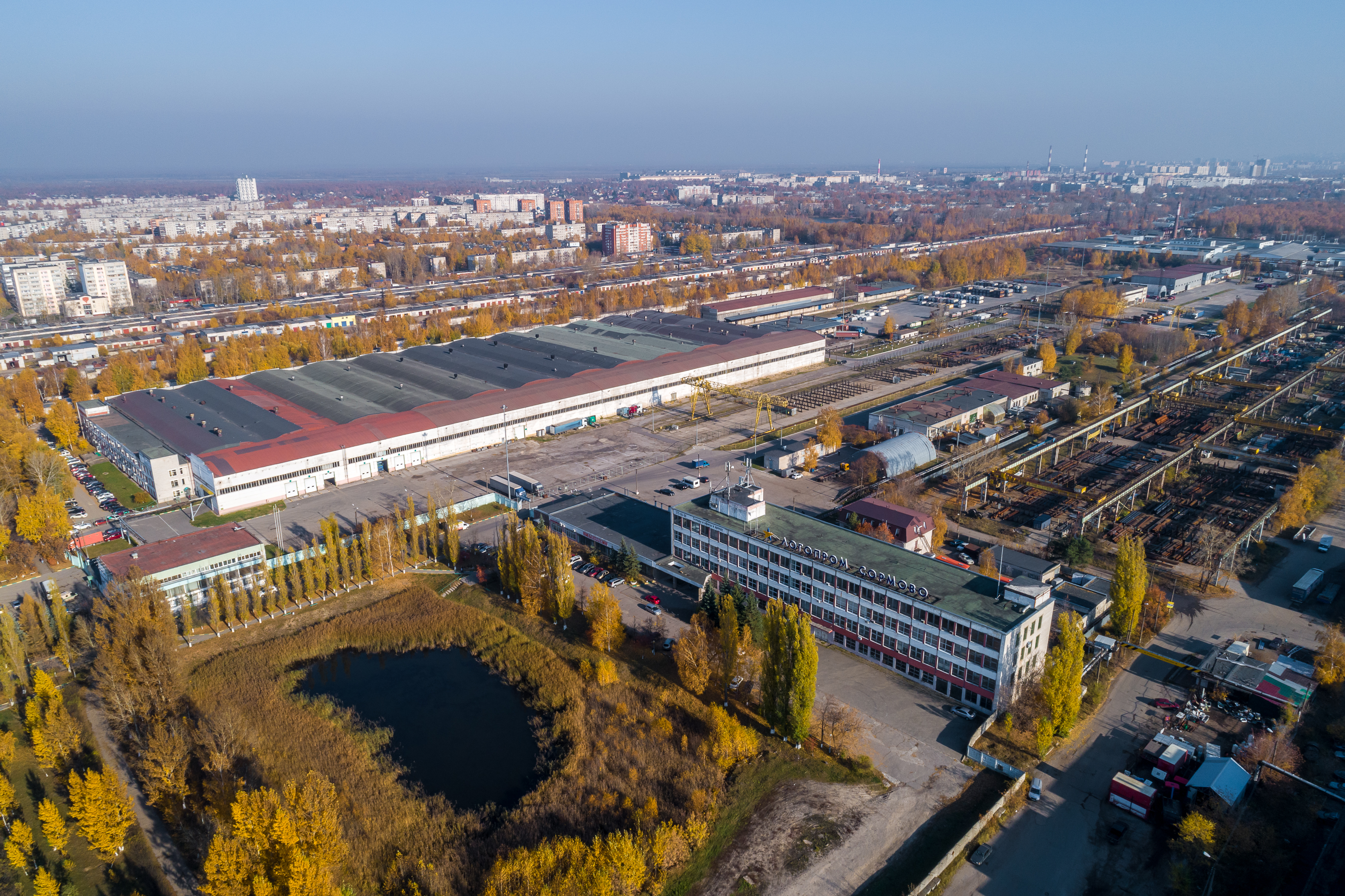
Интермодальный логистический комплекс Логопром Сормово

Объединение «Волговятмашэлектроснабсбыт» было основано согласно приказу начальника главного территориального управления Госснаба СССР Ефима Рубинчика «Об организации Волго-Вятского объединения по снабжению и сбыту машиностроительной и электротехнической продукции» от 30 августа 1973 года.
Производственный комплекс, возведённый в промышленной зоне Сормовского района Нижнего Новгорода, на улице Коновалова включал в себя универсальный складской комплекс, терминал, оборудованный современной погрузочно-разгрузочной техникой, единый участок выдачи и комплектации продукции, административные корпуса. Общий ассортимент складируемого на предприятии товара равнялся 120 000 единицам. В регионы Волго-Вятского района грузы объединение «Волговятмашэлектроснабсбыт» доставляло собственным автомобильным транспортом. К комплексу была проложена железнодорожная ветка от станции Починки, что позволяло доставлять грузы также по железной дороге.
В 80-е годы, помимо снабжения, коллектив объединения начал широко внедрять различные услуги потребителям. Это и аттестация рабочих мест, и паспортизация предприятий, и прокат приборов и строительно-дорожной техники. Более 30 лет объединение возглавлял Константин Лонщаков.
В советское время труд коллектива «Волговятмашэлектроснабсбыта» был отмечен многочисленными наградами. Начиная с 1977 года, тринадцать лет подряд объединение занимало первые места во всесоюзном социалистическом соревновании, награждалось переходящими красными знаменами ЦК КПСС, Совета Министров СССР, ВЦСПС и ЦК ВЛКСМ, Госснаба СССР и ЦК Профсоюза работников госучреждений. По результатам работы в двух пятилетках объединению вручались памятные знаки ЦК КПСС с занесением на доску почёта Выставки Достижений Народного Хозяйства СССР. В 1986 году предприятию торжественно был вручён Орден «Знак Почёта» и Золотая медаль ВДНХ СССР.
В 2003 году предприятие вошло в состав холдинговой компании Логопром.

## Современность

### Логистический комплекс Логопром Сормово

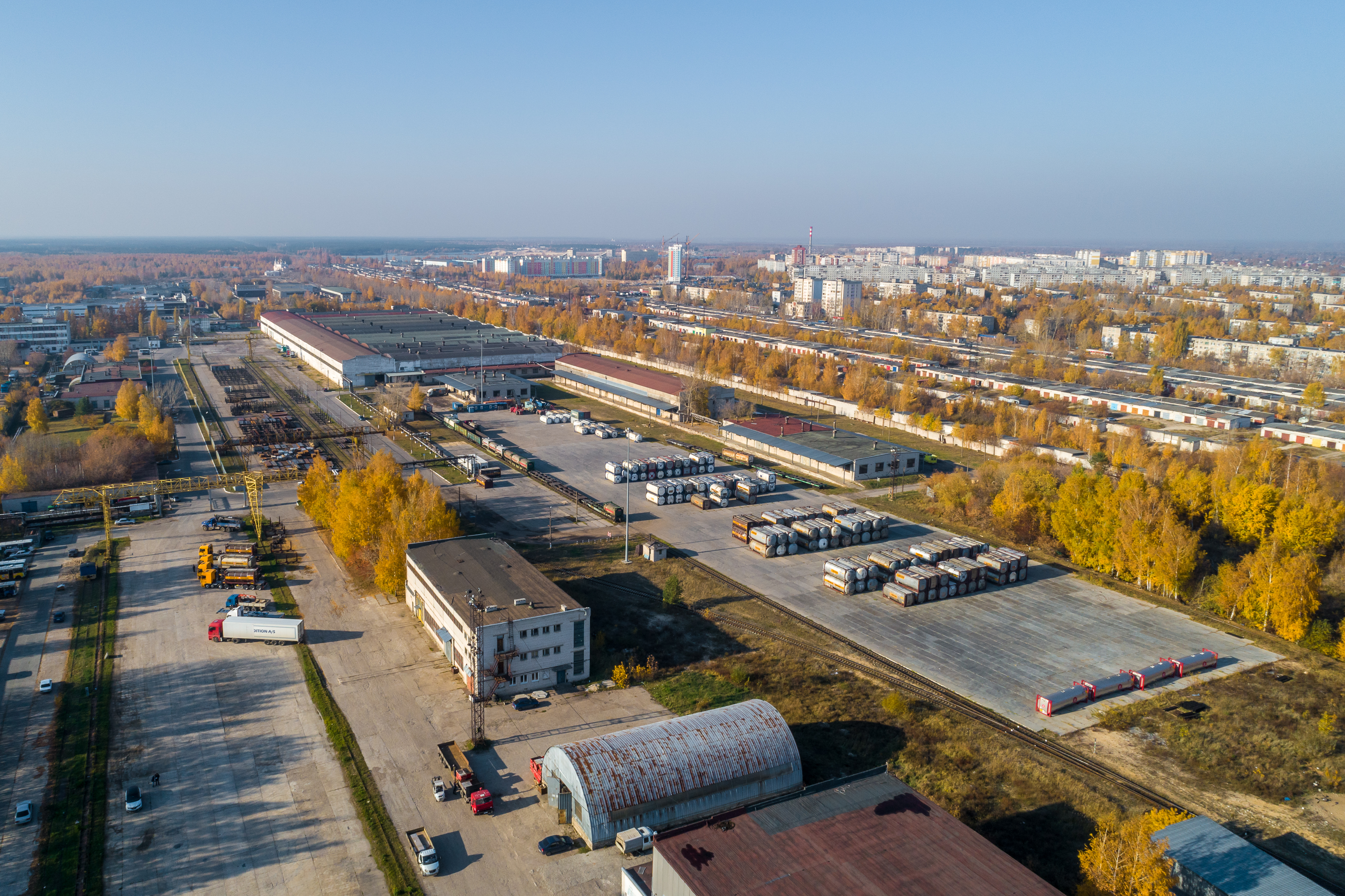
Открытые площадки Логопром Сормово

В настоящее время на территории комплекса Логопром Сормово находятся складские помещения общей площадью более 100 000 м2, открытые площадки для хранения грузов — 45 000 м2, контейнерный терминал площадью 40 000 м2, офисные здания. Комплекс Логопром Сормово обладает возможностью принимать автотранспортные грузы, прибывающие по отдельной от городских улиц магистрали, ведущей с трассы М7 «Волга», и железнодорожные — по собственным подъездным путям (16 км, 7 веток) от станции Починки ГЖД.
На территории комплекса Логопром Сормово расположен склад временного хранения открытого типа (СВХ «Терминал») — специально оборудованное помещение, куда под таможенным контролем помещают товары и транспортные средства, предназначенные и для экспорта, и для импорта. Он способен принимать различные грузы, прибывающие автомобильным и железнодорожным транспортом.
2 апреля 2014 года в офисном центре СВХ «Терминал» был открыт Отдел таможенного оформления и таможенного контроля № 5 Дзержинского таможенного поста Нижегородской таможни Приволжского таможенного управления Федеральной таможенной службы России. Наличие подразделения таможенных органов в одном комплексе с контейнерным терминалом позволяет последнему функционировать в режиме «сухого порта».
Сегодня Логопром Сормово осуществляет основные направления деятельности:
- ответственное хранение грузов на складах и открытых площадках;
- размещение на складах временного хранения;
- таможенное оформление;
- услуги контейнерного терминала;
- железнодорожная экспедиция;
- отстой ж/д вагонов;
- стивидорные услуги;
- аренда складских и офисных площадей в Нижнем Новгороде.

Собственные мощности, развитая инфраструктура и накопленный опыт позволяют Логопром Сормово оказывать бизнес-партнерам уникальные услуги:
- ускоренные контейнерные перевозки по маршруту Нижний Новгород — Санкт-Петербург;
- комплексное обслуживание танк-контейнеров;
- сюрвейерское сопровождение грузов;
- логистика проблемных грузов.

### Контейнерный терминал Логопром

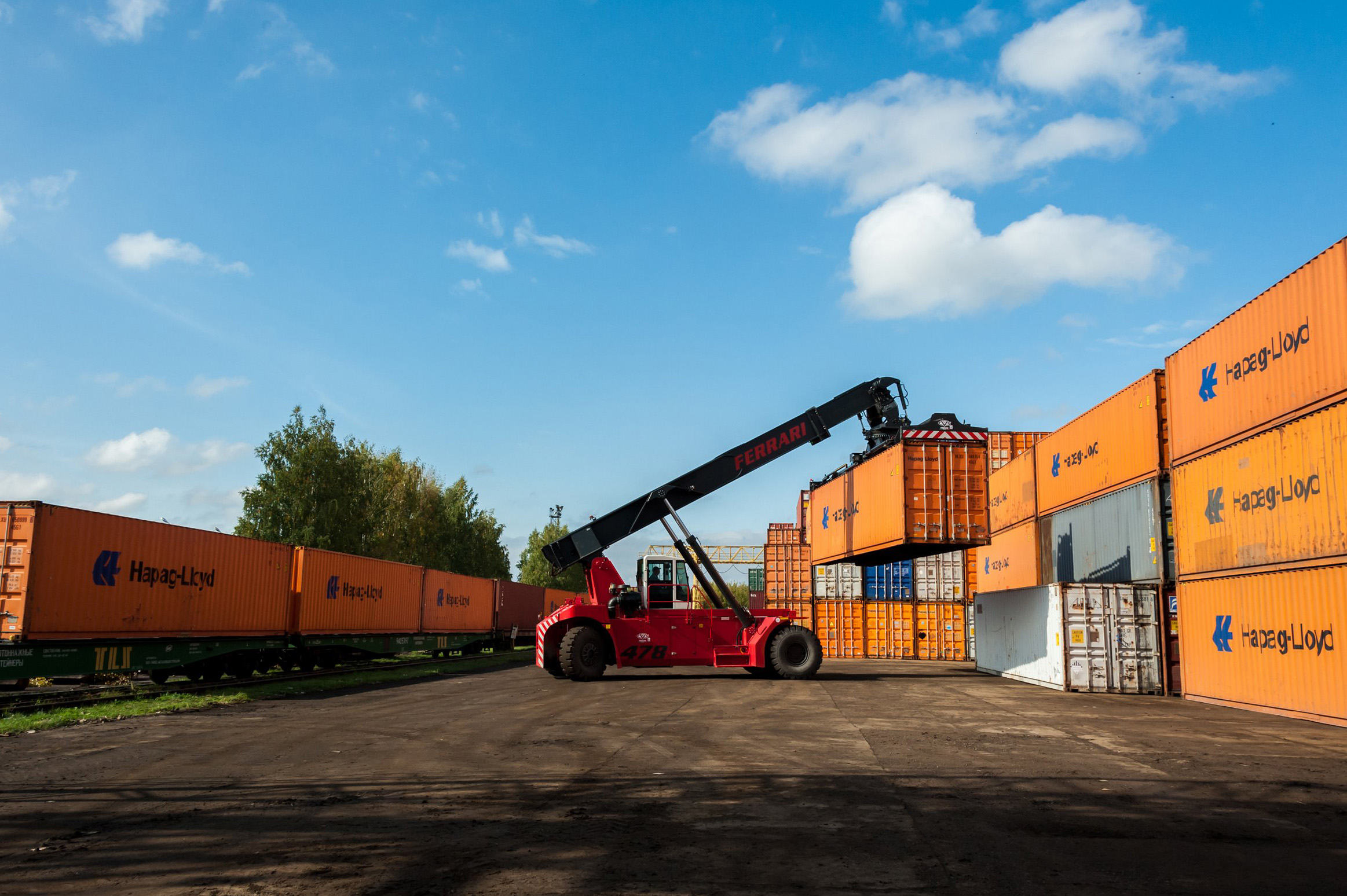
Контейнерный терминал Логопром Сормово

Контейнерный терминал Логопром Сормово был открыт в 2009 году. Сегодня это комплекс с развитой инфраструктурой и современным погрузочно-разгрузочным оборудованием, обеспечивающий полный спектр терминальных услуг по обработке, хранению контейнеризированных грузов и отправке их железнодорожным и автомобильным транспортом по территории России и в страны ближнего и дальнего зарубежья. На терминале осуществляется перевалка 20-, 30-, 40- и 45-футовых контейнеров любого типа — сухих, рефрижераторных и танк-контейнеров, в том числе и с опасными грузами (2 — 6, 8, 9 классы).
Общая площадь терминала составляет 40 000 м². Мощности терминала позволяют осуществлять перевалку 170 000 TEU в год. Ёмкость единовременного хранения на контейнерной площадке — 3000 TEU.
В 2013 году проведены работы по расширению и комплексной модернизации контейнерного терминала.
С августа 2014 года на комплексе Логопром Сормово функционирует сервис по отправке грузов ускоренными контейнерными поездами (УКП) Нижний Новгород — Санкт-Петербург. УКП еженедельно в регулярном режиме курсирует по маршруту КТ Логопром Сормово (ст. Починки) — ОАО «Петролеспорт» (ст. Предпортовая). Благодаря запуску линии, существенно сократилось время доставки контейнерных грузов — время в пути составляет 48 часов.
За успешную реализацию проекта ускоренного контейнерного поезда по маршруту Нижний Новгород — Санкт-Петербург в 2014 году холдинговая компания Логопром была отмечена премией Общественного совета Министерства транспорта РФ «Формула движения» в номинации «Лучшее решение в области грузовой логистики».

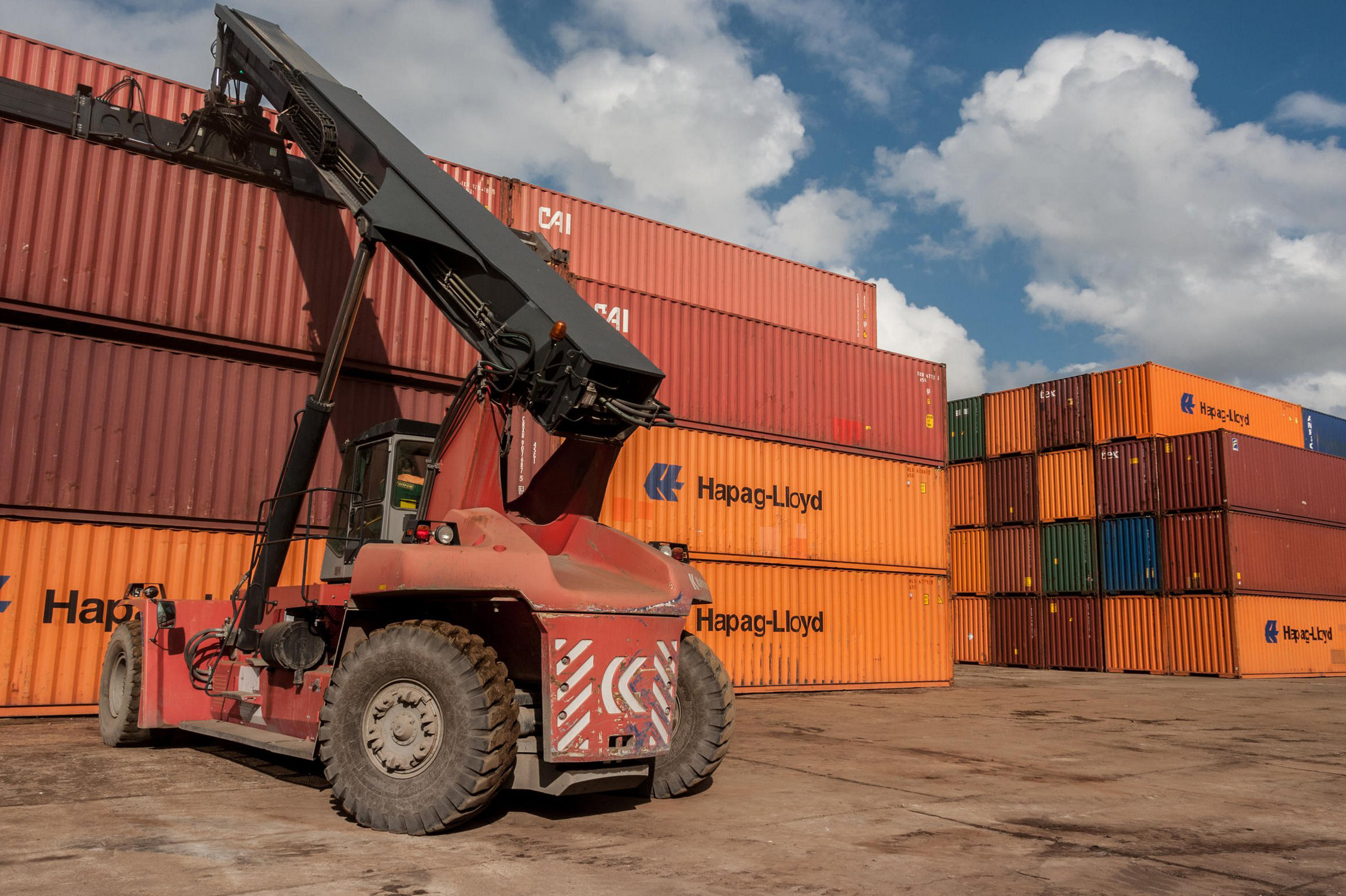
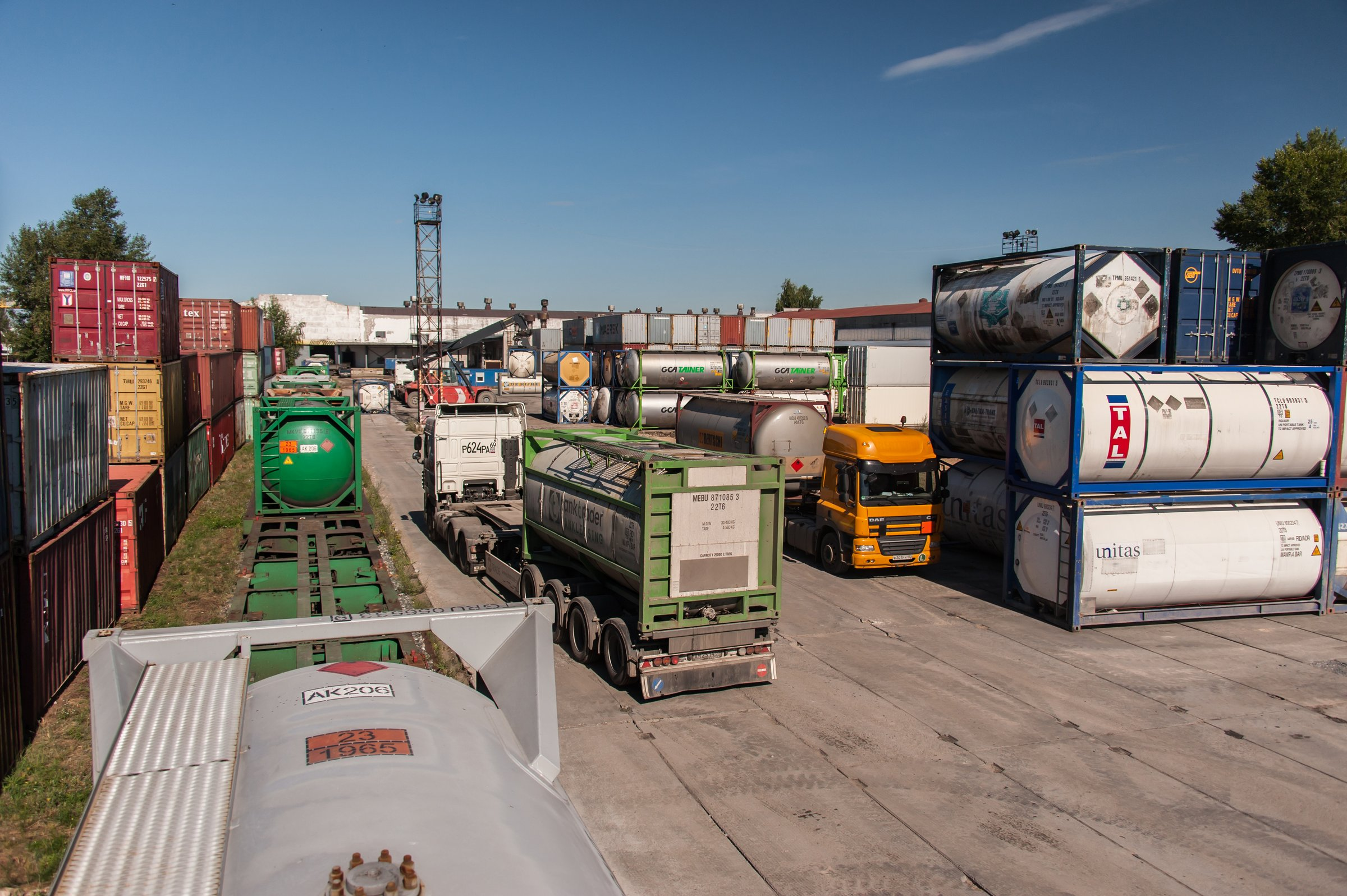
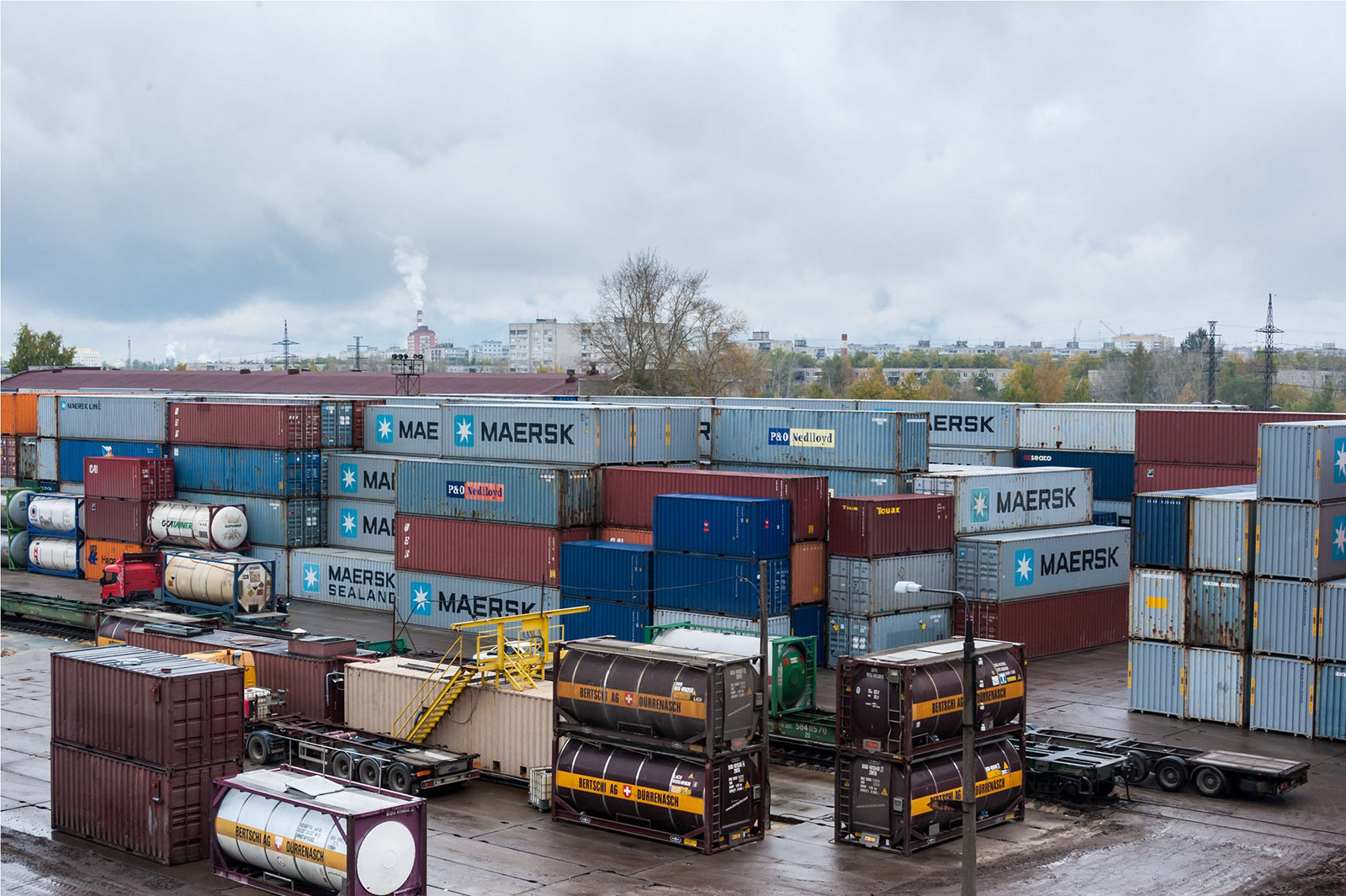
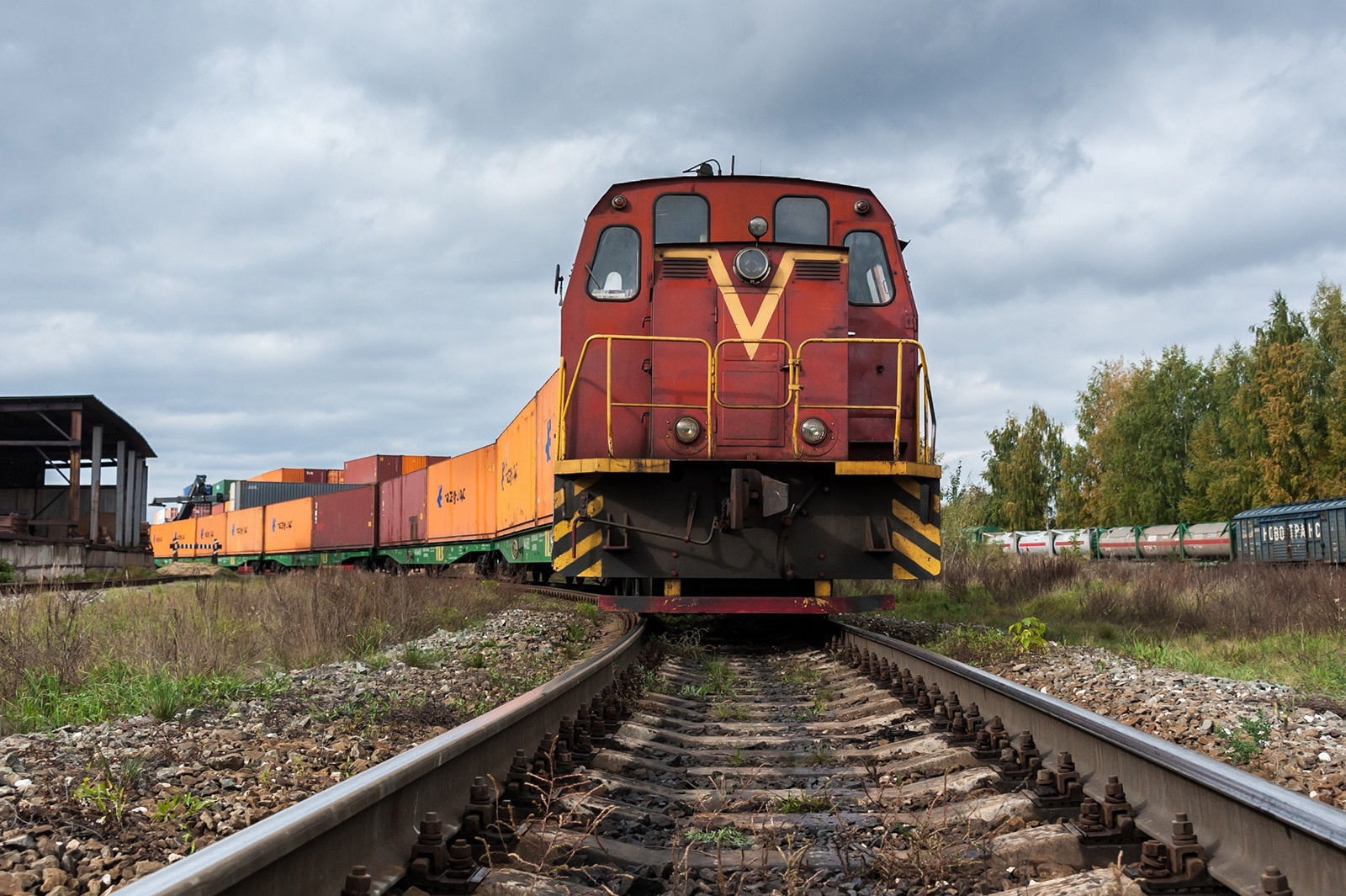
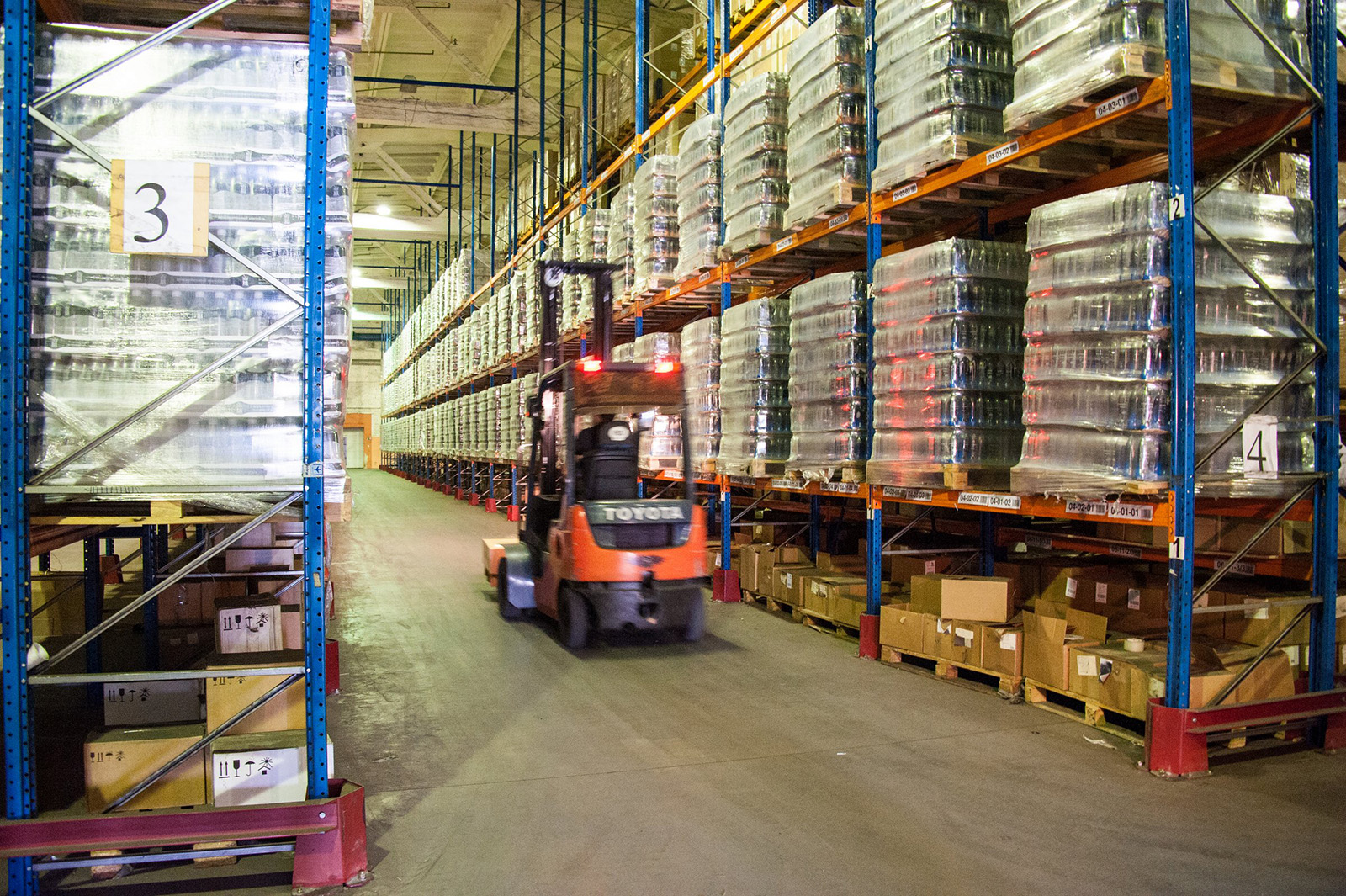

### Тримодальный логистический комплекс порт Кстово

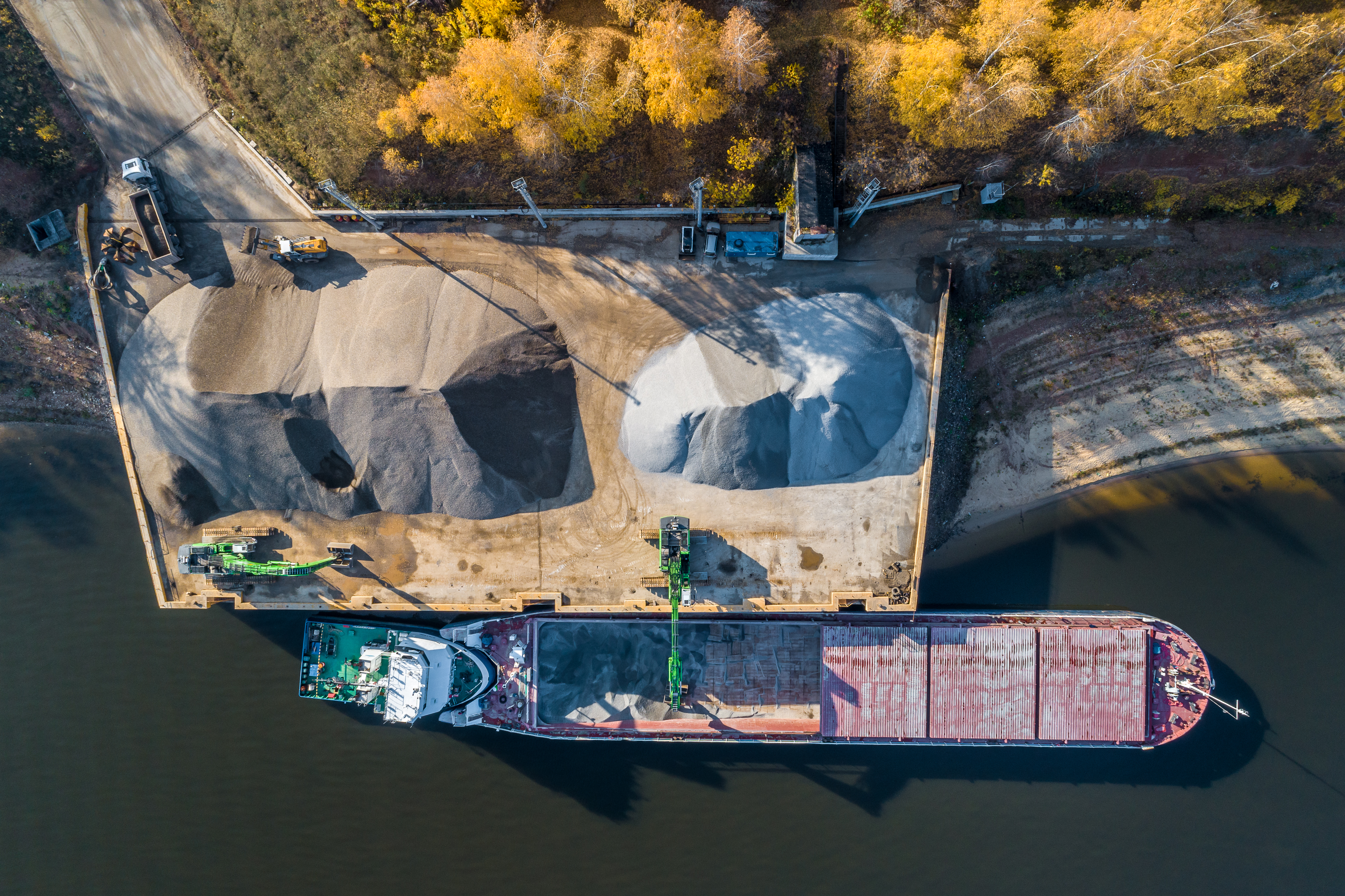
Перевалка груза в ТЛК порт Кстово

В 2018 году компания Логопром ввела в действие первую очередь тримодального логистического комплекса — порт Кстово, 10 км южнее Нижнего Новгорода. Мощность грузового порта Кстово до 1000 000 тонн в год генеральных и навальных грузов для промышленности, строительной индустрии и других отраслей. Комплекс расположен на правом берегу Волги в 8 км от Кстовской промышленной зоны и соединен с ней автомобильными дорогами и железнодорожным сообщением. Порт Кстово принимает и обрабатывает все типы судов эксплуатируемых на внутренних водных путях единой глубоководной системы (ЕГС) России: глубина у стенки незатапливаемого причала составляет более 4,5 м. Комплекс осуществляет отгрузку экспорта водным, железнодорожным путём — ориентир для продукции сельского хозяйства.
Погрузо-разгрузочные работы (ПРР) выполняются двумя гидравлическими перегружателями S850R на гусеничной базе, с грузоподъёмностью 13-35 тонн и вылетом стрелы до 27 м, со скоростью перевалки до 1000 тонн в час. В среднем выгрузка судна или баржи г/п до 5000 тонн осуществляется за 4-6 часов. Перегружатели оборудованы грейферами емкостью 5 м³. для нерудных строительных материалов (НСМ), включая бутовый камень, металлоломными грейферами и вакуумными траверсами для труб большого диаметра (ТБД). Выгрузка производится на причал выдерживающий нагрузку до 45 тонн на 1 м². Зачистка судов производится погрузчиком с бортовым поворотом Bobcat S850.
ТЛК Логопром порт Кстово имеет возможность увеличения пропускной способности под задачи любого масштаба.

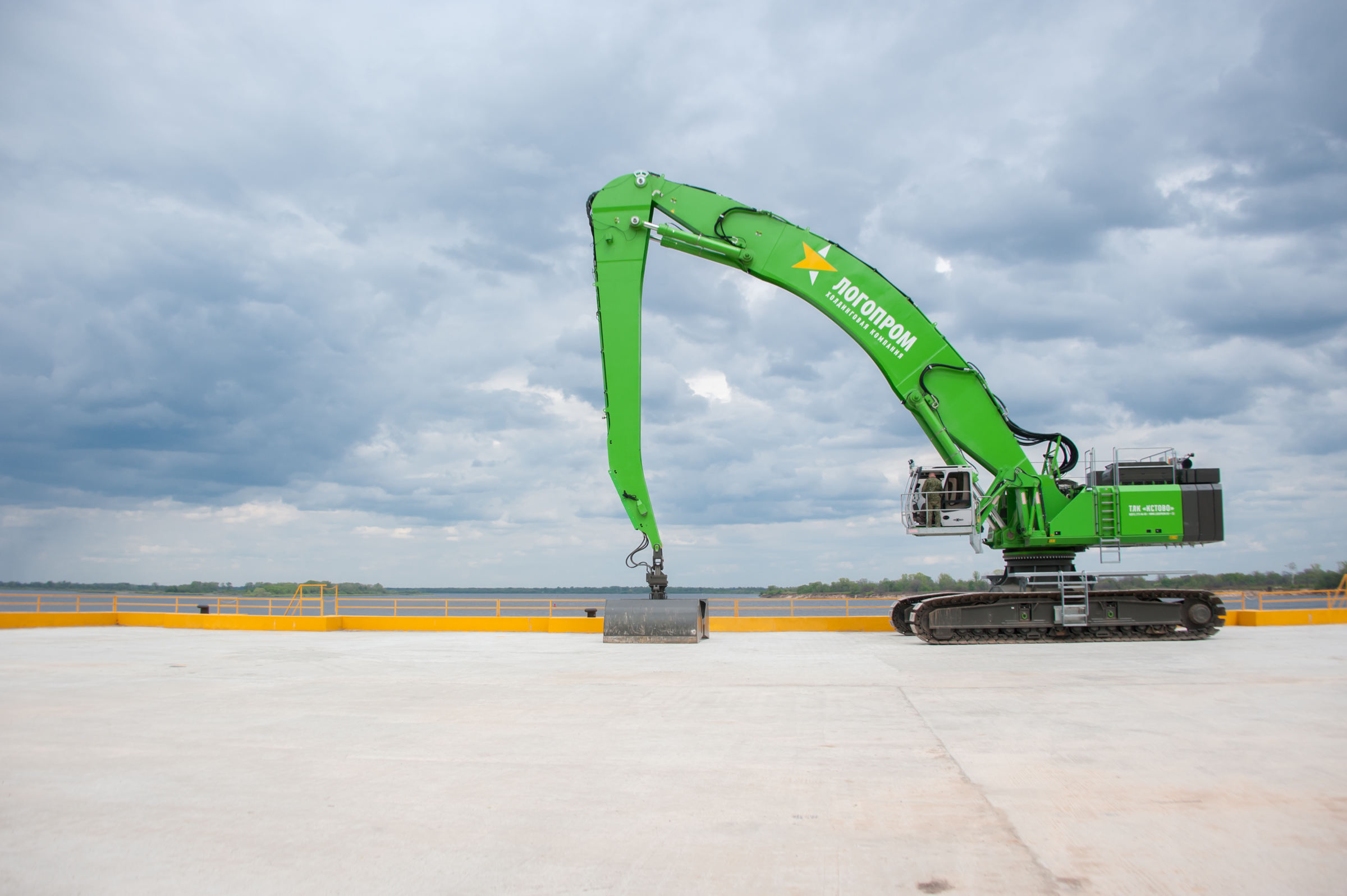
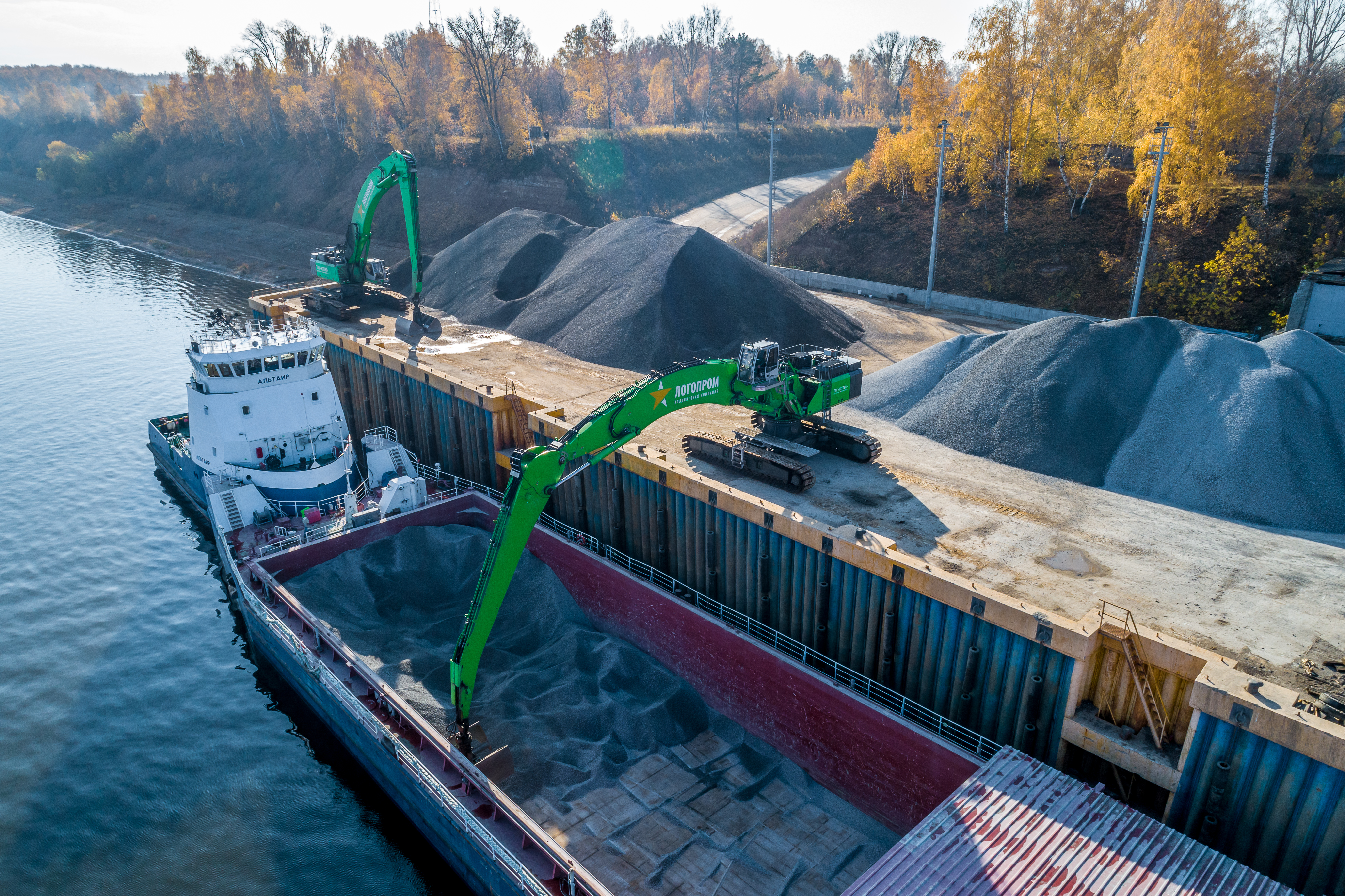
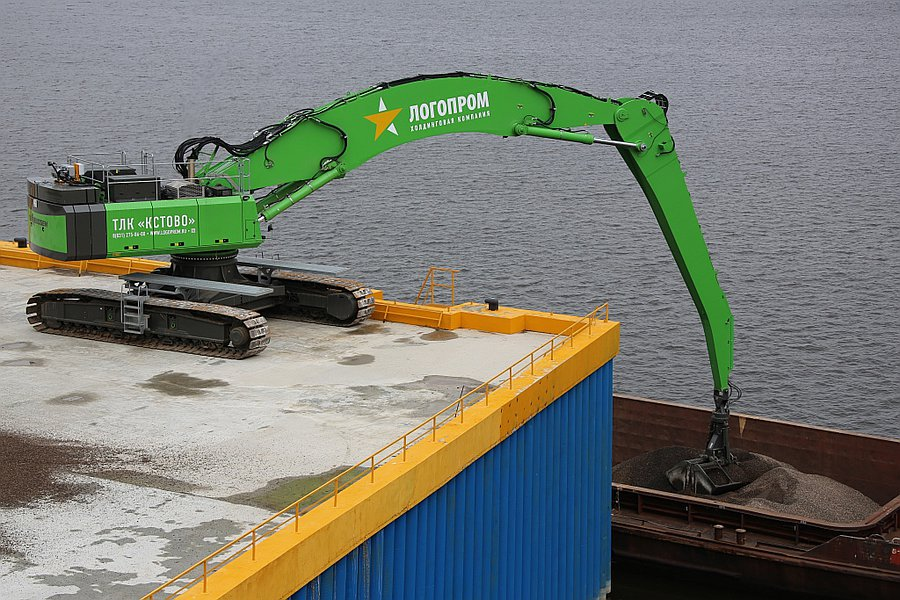

### Порт тяжеловесных грузов Логопром в Дзержинске

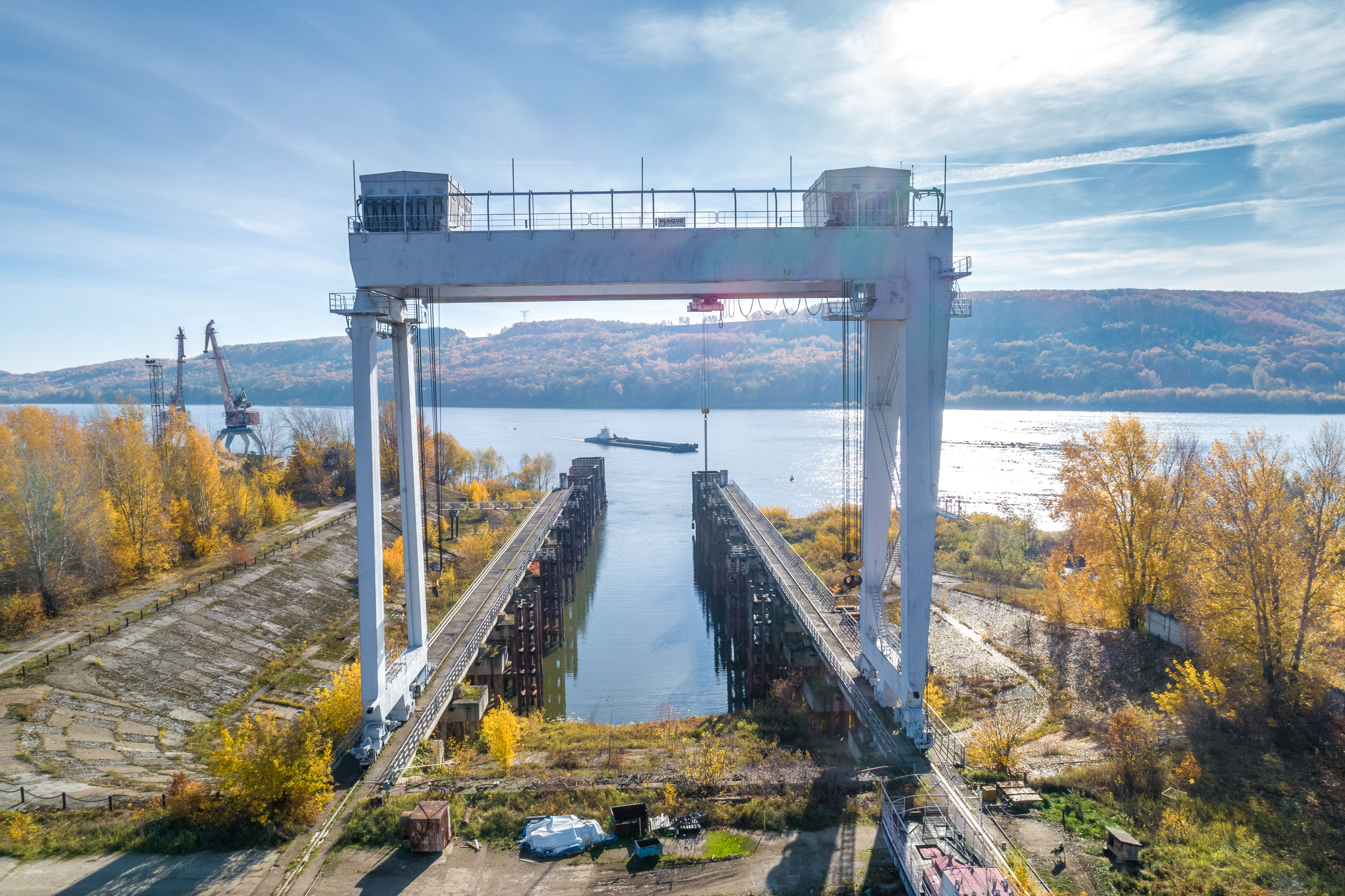
Кран Mague грузоподъемностью 320 тонн

Для перегрузки тяжеловесного негабаритного груза с речного транспорта на автомобильный с целью дальнейшей доставки имеется порт тяжеловесных грузов.
В 2018 году в состав холдинговой компании Логопром вошел порт тяжеловесных грузов одного из крупнейших предприятий России, специализирующегося на выпуске оборудования для химической, нефтеперерабатывающей, нефтедобывающей промышленности бывшего АО Дзержинскхиммаш. Специализированный речной порт, расположенный на 30 километре судового хода реки Ока, обладает уникальным грузоподъемным оборудованием, позволяющим осуществлять погрузо — разгрузочные работы с грузами до 640 тонн. Порт оборудован двумя козловыми кранами фирмы MAGUE, Португалия грузоподъёмностью по 320 тонн каждый. Грузоперевозки тяжеловесных и негабаритных грузов — услуга, выполнение которой доверяют исключительно компаниям, профессионально работающих в данном сегменте рынка. Дзержинская гавань выполняет данную функцию без малого три десятка лет.